# Hans Junkermann
Hans Junkermann, ook wel bekend als Hennes Junkermann (Sankt-Thönis, 6 mei 1934 – Krefeld, 11 april 2022) was een Duitse wielrenner. 

## Levensloop
Hij was beroepsrenner tussen 1955 en 1973. Zowel op de weg als op de baan wist Junkermann aansprekende resultaten te behalen. Hij won diverse zesdaagsen maar ook de Ronde van Zwitserland. Daarnaast eindigde hij enkele malen hoog in het eindklassement van de Ronde van Frankrijk.
Junkermann was al geruime tijd ziek en overleed op 11 april 2022. Hij werd 87 jaar oud.

## Belangrijkste overwinningen
1957
- Kampioenschap van Zürich

1958
- Nationaal kampioenschap achtervolging
- 7e etappe Ronde van Zwitserland

1959
- Nationaal kampioenschap op de weg
- 2e etappe Ronde van Zwitserland
- Eindklassement Ronde van Zwitserland
- Puntenklassement Ronde van Zwitserland

1960
- Nationaal kampioenschap op de weg
- Zesdaagse van Keulen (met Klaus Bugdahl)
- Zesdaagse van Dortmund (met Klaus Bugdahl)
- Zesdaagse van Münster (met Fritz Pfenninger)

1961
- Nationaal kampioenschap op de weg

1962
- 3e etappe Ronde van Zwitserland
- 4e etappe Ronde van Zwitserland
- Eindklassement Ronde van Zwitserland
- Puntenklassement Ronde van Zwitserland
- Bergklassement Ronde van Zwitserland
- Zesdaagse van Münster (met Rudi Altig)
- Zesdaagse van Berlijn (met Rudi Altig)
- 5e etappe Dauphiné Libéré

1963
- Zesdaagse van Essen (met Rudi Altig)

1964
- Zesdaagse van Essen (met Rudi Altig)
- Zesdaagse van Keulen (met Rudi Altig)
- Zesdaagse van Frankfort (met Rudi Altig)

## Resultaten in voornaamste wedstrijden
| Jaar | Ronde van Italië | Ronde van Frankrijk | Ronde van Spanje |
| ---- | ---------------- | ------------------- | ---------------- |
| 1957 |                  |                     |                  |
| 1958 | 13e              |                     |                  |
| 1959 | 11e              |                     | 15e              |
| 1960 | 14e              | 4e                  |                  |
| 1961 | 6e               | 5e                  |                  |
| 1962 |                  | opgave              |                  |
| 1963 |                  | 9e                  |                  |
| 1964 |                  | 9e                  |                  |
| 1965 |                  | 25e                 | 7e               |
| 1967 |                  | 11e                 |                  |

| Jaar | Milaan-San Remo | Gent-Wevelgem | Ronde van Vlaanderen | Parijs-Roubaix | Luik-Bast.‑Luik | Waalse Pijl | Rund um den Henninger-Turm | Brabantse Pijl |  | WK op de weg |
| ---- | --------------- | ------------- | -------------------- | -------------- | --------------- | ----------- | -------------------------- | -------------- |  | ------------ |
| 1957 |                 |               |                      |                |                 |             |                            |                |  | 31e          |
| 1958 |                 |               |                      |                |                 |             |                            |                |  | 7e           |
| 1959 |                 | 51e           |                      |                |                 |             |                            |                |  |              |
| 1960 |                 |               |                      | 36e            |                 |             |                            |                |  | 6e           |
| 1961 |                 | 48e           |                      |                |                 | 9e          |                            |                |  | 10e          |
| 1962 |                 |               |                      |                |                 | Brons       | 6e                         | 6e             |  | 17e          |
| 1963 |                 | 47e           | 21e                  | 42e            | 27e             | 33e         | Goud                       |                |  | 22e          |
| 1964 | 48e             |               |                      | 27e            |                 | 10e         |                            |                |  | 15e          |
| 1965 | 19e             | 17e           |                      |                |                 |             |                            |                |  | 21e          |
| 1967 |                 |               |                      |                |                 |             |                            |                |  | 25e          |